# Liste der Naturdenkmale in Gersfeld (Rhön)
Die Liste der Naturdenkmale in Gersfeld (Rhön) nennt die im Gebiet der Stadt Gersfeld (Rhön) im Landkreis Fulda in Hessen gelegenen Naturdenkmale.
| Bild                          | Bezeichnung                      | Ortsteil, Lage                              | Beschreibung                                                                                 | Art    | Nr.      |
| ----------------------------- | -------------------------------- | ------------------------------------------- | -------------------------------------------------------------------------------------------- | ------ | -------- |
| BW                            | Basaltgruppe Hauck               | Dalherda 50° 25′ 3,7″ N, 9° 50′ 0″ O        |                                                                                              |        | 6.31.320 |
| Fotos hochladen               | Thesenstein                      | Dalherda 50° 24′ 54″ N, 9° 49′ 50,7″ O      |                                                                                              |        | 6.31.321 |
| BW                            | Buchen am Segelskopf             | Gersfeld 50° 26′ 37,5″ N, 9° 54′ 19,5″ O    |                                                                                              | Buche  | 6.31.323 |
| Fotos hochladen               | Zieroffeiche in der Scheibelbach | Gersfeld 50° 26′ 50,7″ N, 9° 53′ 55″ O      | lt. Hans Joachim Fröhlich (Wege zu alten Bäumen, WDV, 1990) etwa 330 Jahre alt (Stand 2020). | Eiche  | 6.31.324 |
| BW                            | Eiche an der Rommerser Straße    | Gersfeld 50° 26′ 54,5″ N, 9° 54′ 37,6″ O    |                                                                                              | Eiche  | 6.31.325 |
| BW                            | Kesselsteine                     | Mosbach 50° 26′ 41,5″ N, 9° 58′ 8,2″ O      |                                                                                              |        | 6.31.328 |
| mehr Fotos \| Fotos hochladen | Fuchssteine                      | Obernhausen 50° 29′ 0,3″ N, 9° 57′ 35,6″ O  |                                                                                              |        | 6.31.329 |
| mehr Fotos \| Fotos hochladen | Fuldaquelle                      | Obernhausen 50° 29′ 30,3″ N, 9° 57′ 11,8″ O |                                                                                              | Quelle | 6.31.330 |
| mehr Fotos \| Fotos hochladen | Kühnstein                        | Obernhausen 50° 29′ 7,7″ N, 9° 57′ 5,3″ O   |                                                                                              |        | 6.31.331 |
| BW                            | Eichen auf der Wacht             | Gersfeld 50° 26′ 28″ N, 9° 54′ 37,1″ O      |                                                                                              | Eiche  | 6.31.332 |
| BW                            | Dorflinde                        | Sandberg 50° 27′ 27,5″ N, 9° 56′ 37,9″ O    |                                                                                              | Linde  | 6.31.333 |

## Belege
1. ↑  
Naturdenkmalliste. (pdf; 866 kB) Anhang zu TOP II.22 der Kreistagssitzung am 07.06.2010. Naturdenkmale im Landkreis Fulda. Der Kreisausschuss Landkreis Fulda, 26. Mai 2010, abgerufen am 24. Januar 2016.

- Karte mit allen Koordinaten:
- OSM |
- WikiMap